# Lista de praças de Belo Horizonte
Esta é uma lista das praças localizadas na cidade brasileira de Belo Horizonte, capital do estado do Minas Gerais.

## Praça da Bandeira

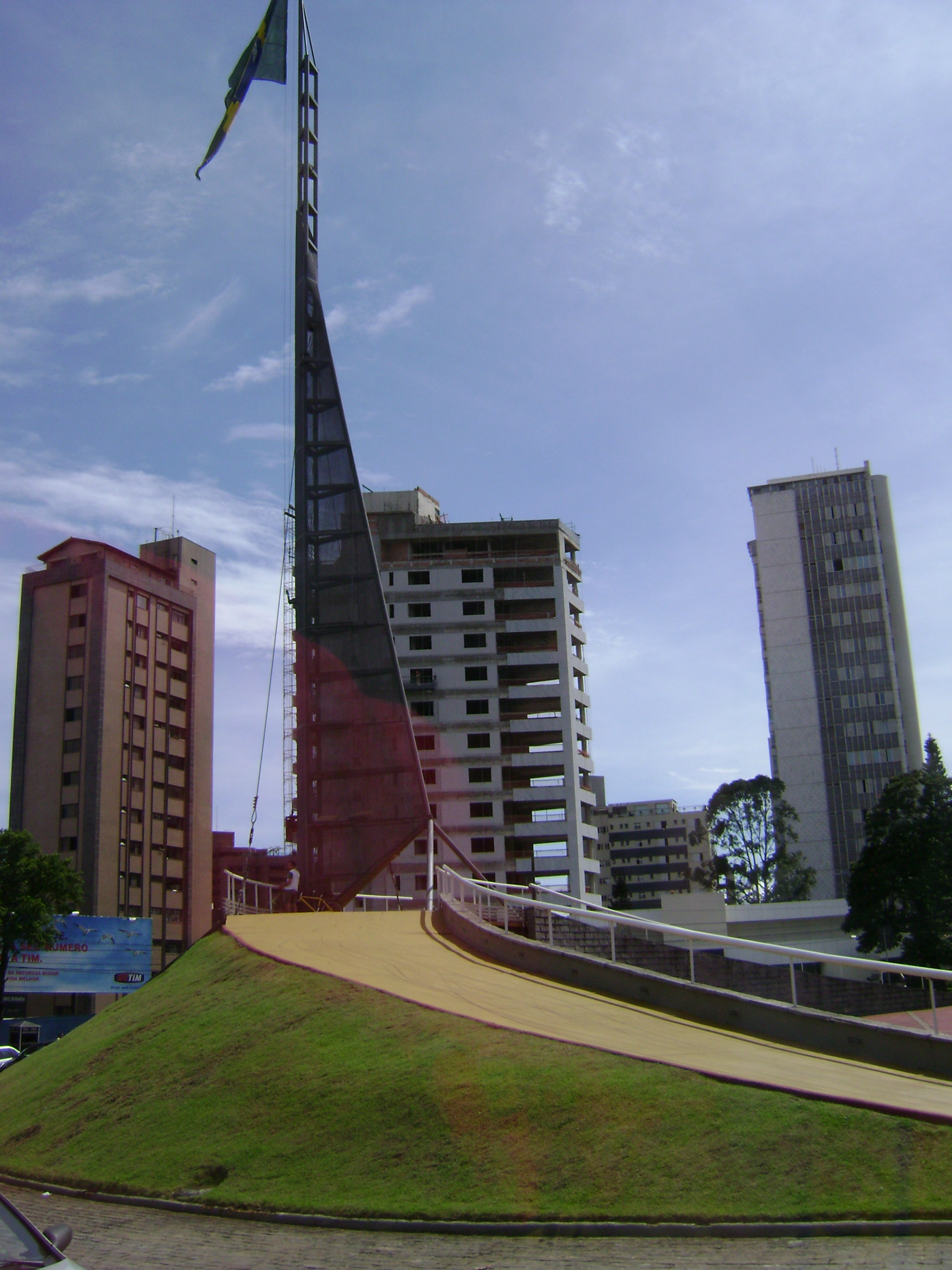
A praça da Bandeira.

Praça da Bandeira é uma praça do município de Belo Horizonte, localizada no bairro Mangabeiras, na região Centro-Sul da capital. Está localizada no final da Avenida Afonso Pena, próxima à Serra do Curral.
É famosa por ter hasteada em seu centro a bandeira nacional. 

## Praça Benjamin Guimarães
A Praça Benjamin Guimarães é um logradouro da cidade de Belo Horizonte. Localiza-se na confluência das avenidas Getúlio Vargas e Afonso Pena. É popularmente conhecida como Praça ABC, nome derivado da Padaria ABC, tradicional estabelecimento que funcionou no local, entre a avenida Getúlio Vargas e a rua Cláudio Manoel, e que atualmente se encontra fechado pela vigilânacia sanitária.

## Praça Carlos Chagas

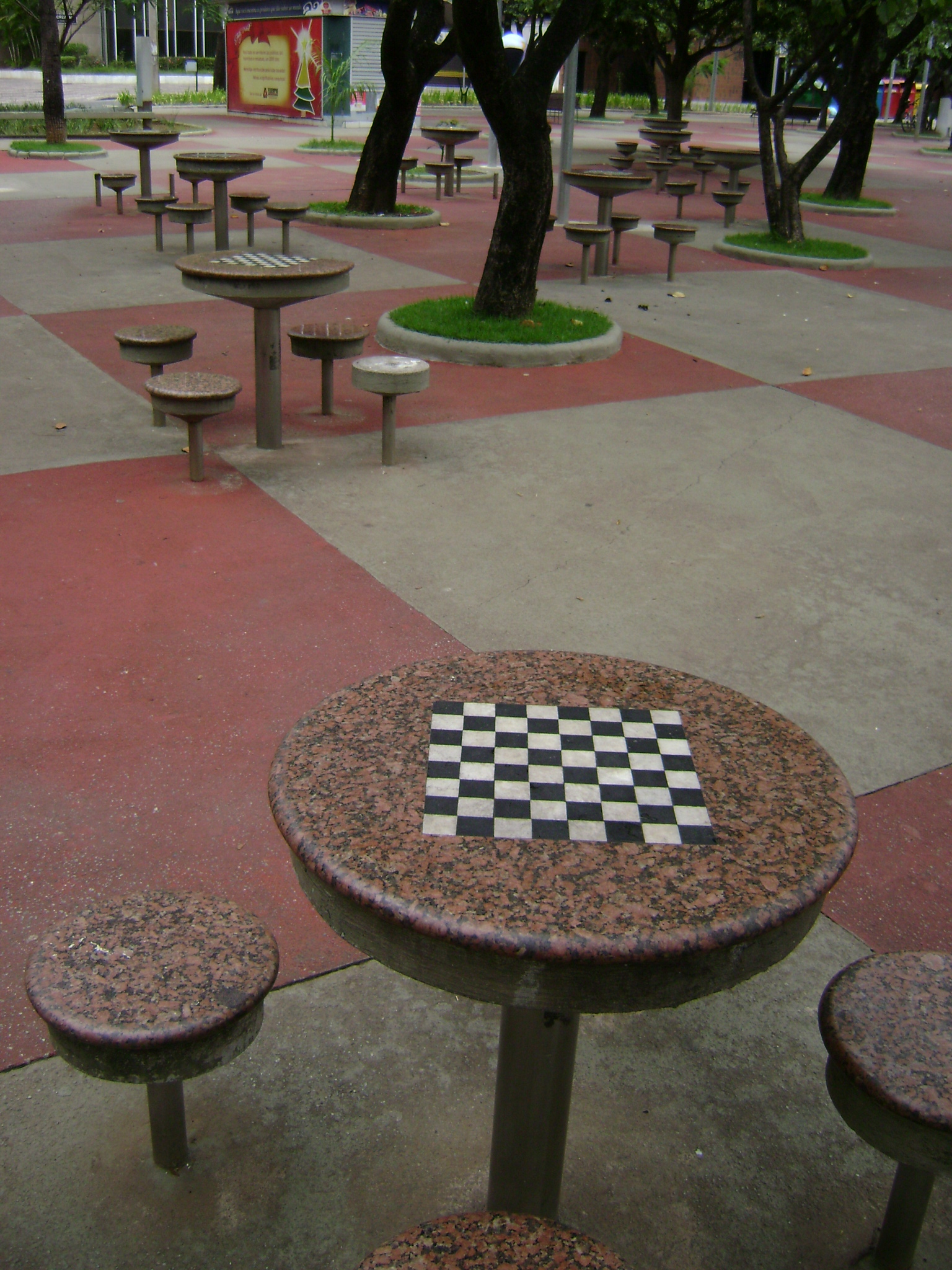
Tabuleiros de xadrez na Praça da Assembleia.

Mais conhecida como Praça da Assembléia, está localizada no bairro Santo Agostinho.
No centro da praça está a Igreja Nossa Senhora de Fátima, cercada por jardins projetados por Burle Marx. Ampla área equipada com playground e pista para caminhada. Nela também fica a Assembléia Legislativa de Minas Gerais, daí o nome mais comum. Atualmente na praça há estátuas de três importantes figuras para o estado de Minas Gerais: Tancredo Neves, Ulysses Guimarães e Teotônio Vilela.

## Praça da Federação
Conhecida praça na região noroeste de Belo Horizonte, localizada no bairro Coração Eucarístico.
É mais conhecida como Pracinha da PUC. A praça, que fica a poucos metros da Pontifícia Universidade Católica de Minas Gerais (PUC Minas), é famosa por seus bares e restaurantes e serve de ponto de encontro dos jovens, não só os da universidade, mas sim de toda a capital mineira.

## Praça Governador Israel Pinheiro

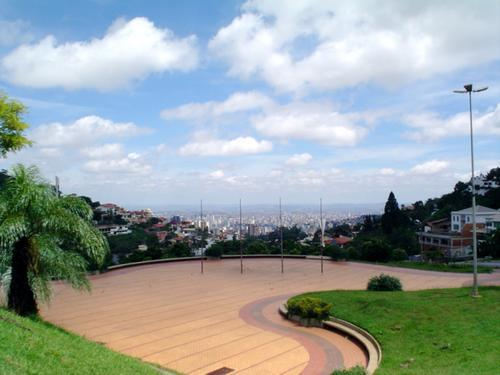
Vista panorâmica da praça com a cidade ao fundo

A Praça Israel Pinheiro, mais conhecida como Praça do Papa, é uma importante praça localizada no bairro das Mangabeiras, na cidade de Belo Horizonte, Minas Gerais. Situa-se próxima à base da Serra do Curral, a mais de 1100m de altitude. 
A praça é famosa por reunir turistas, vendedores ambulantes e moradores da cidade.
É dividida em duas partes: a base, com um amplo gramado e uma área de diversão infantil; o topo, calçado, com uma ampla área livre, uma grande escadaria e uma escultura do artista plástico Ricardo Carvão. É um mirante tradicional, donde se pode ter uma das melhores vistas da cidade.Por seu amplo espaço, é muito utilizada para eventos como shows musicais, espetáculos de dança e peças de teatro ao fundo.
É o local de realização do festival de jazz tradicional I Love Jazz que acontece no mês de agosto desde 2009.
Em 1980, quando o papa João Paulo II esteve na capital mineira, foi montado ali um palanque para que a Santidade abençoasse a cidade. Desde então o local ficou conhecido como Praça do Papa e tornou-se palco privilegiado para grandes encontros religiosos e shows musicais. Um monumento foi erguido para celebrar a data. Emoldurando a paisagem está a Serra do Curral. No lado da praça estão outras atrações, como o Parque das Mangabeiras e a Rua do Amendoim.

## Praça José Cavalini
A Praça José Cavalini é a principal praça do bairro Coração de Jesus.
É uma das praças mais antigas da cidade. Em razão de o bairro ser pouco conhecido, costuma-se dizer que tal praça se localiza no Bairro Luxemburgo, que começa, na verdade, alguns quarteirões acima. 
Atualmente está passando por revitalização e rearborização.
Nela há um busto, em bronze, de José Cavallini (obra de Meschessi), que foi inaugurado em 31 de agosto de 1967, e é considerado atrativo turístico. 

## Parque Juscelino Kubitschek
O Parque Juscelino Kubitschek, também conhecida como praça JK está localizada no bairro Mangabeiras, região centro-sul de Belo Horizonte.
Sua estrutura conta com duas pistas para caminhada, quadras, ciclovia, aparelhos para ginástica e espaço para eventos artístico-culturais. Possuía ainda uma pista semiesférica para skate (bowl), que foi posteriormente coberto. A principal via de acesso à praça é a Avenida dos Bandeirantes.

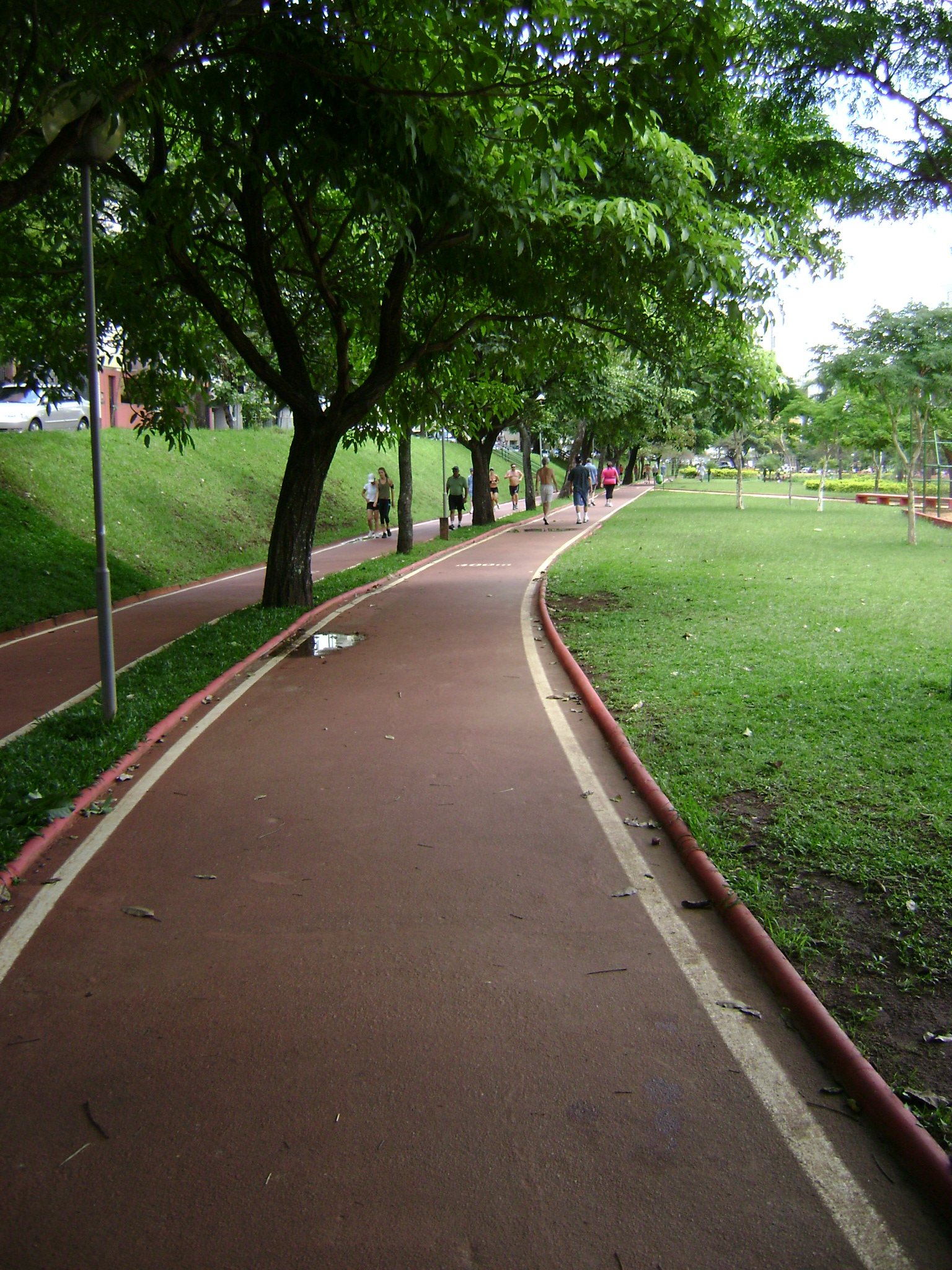
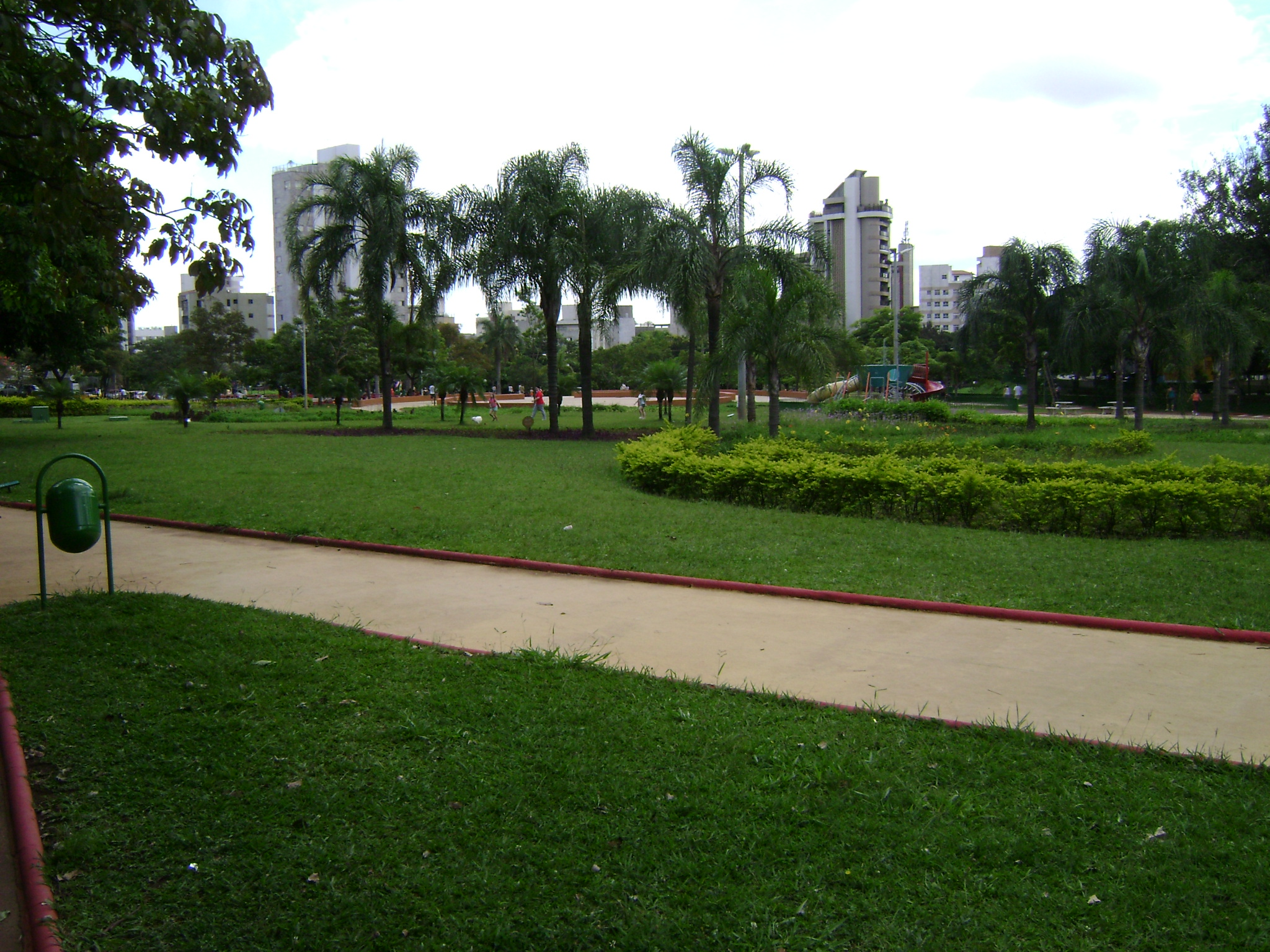
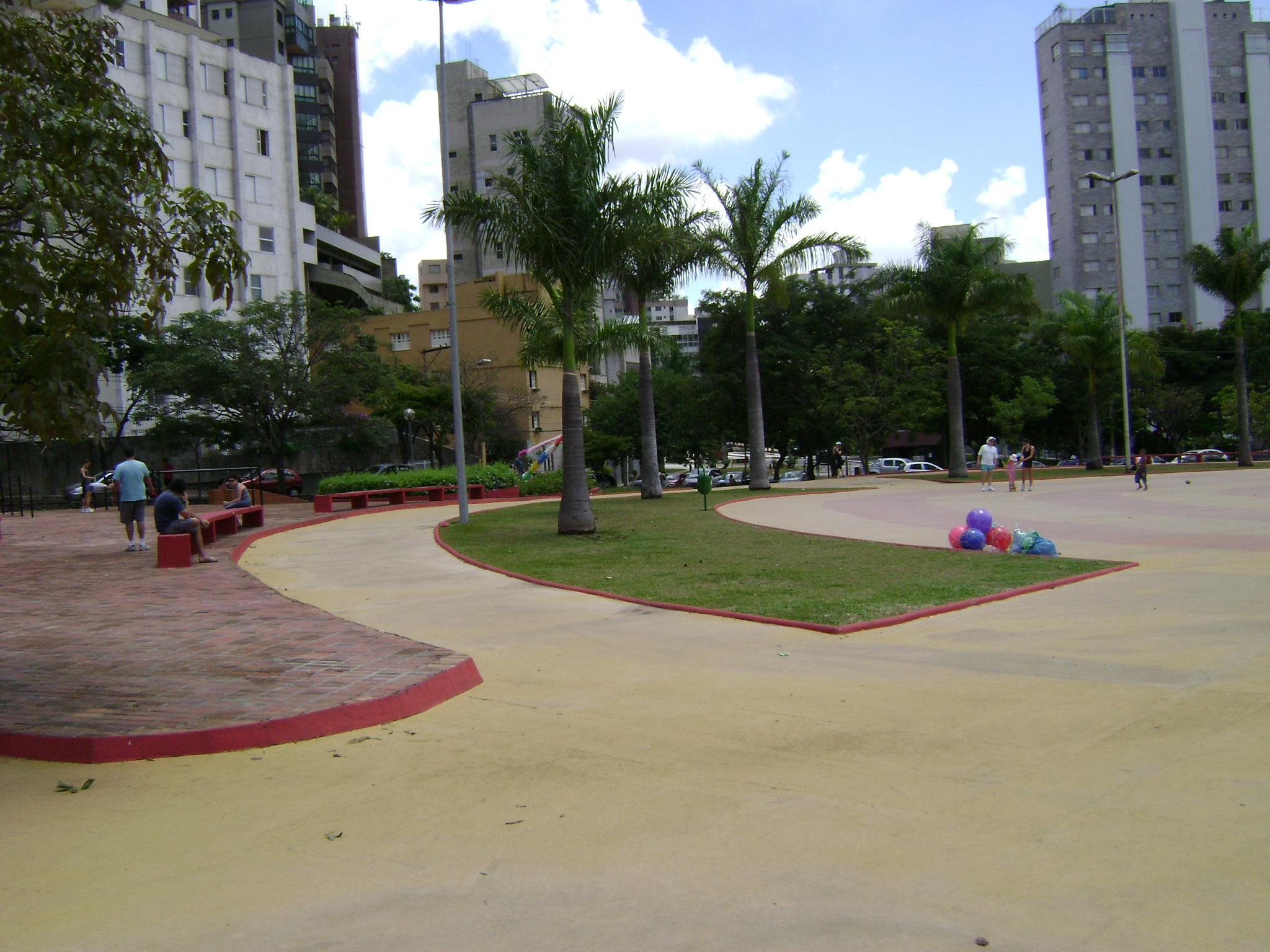
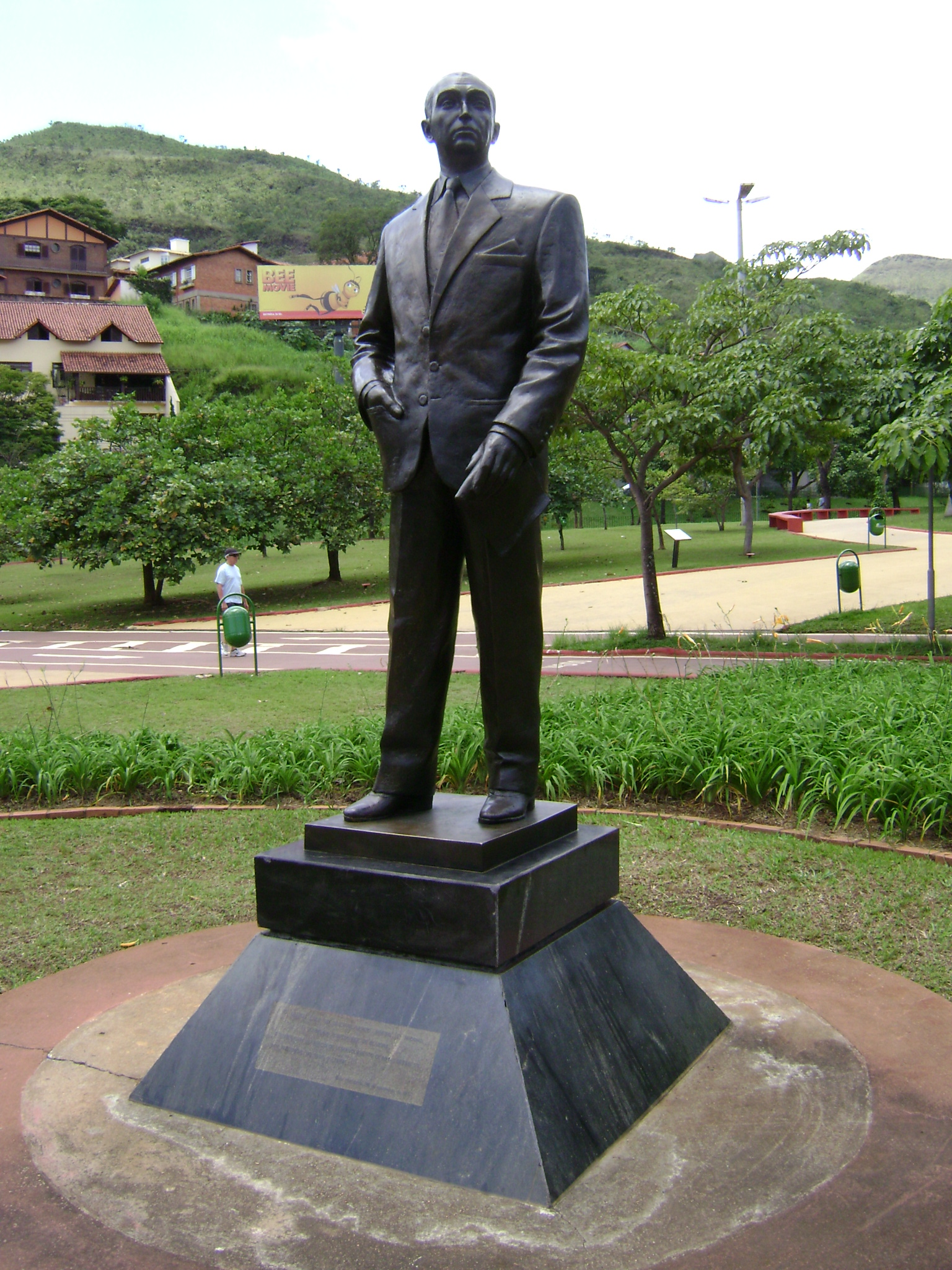
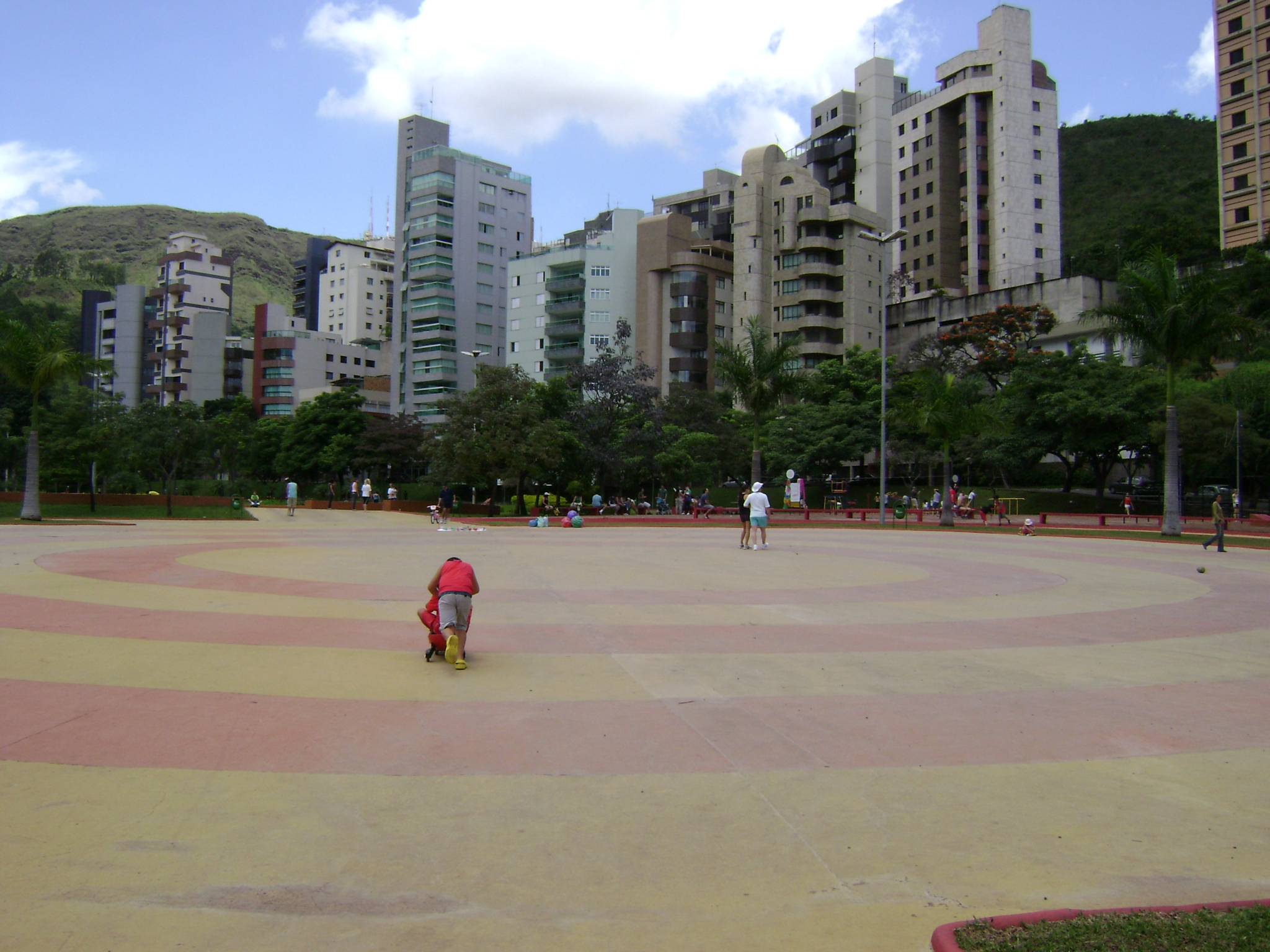

## Praça Rio Branco
A Praça Rio Branco é uma das principais praças de Belo Horizonte por marcar o início da Avenida Afonso Pena.
Na década de 1970, ali foi instalado o Terminal Rodoviário da cidade, e o local passou a ser conhecido como Praça da Rodoviária.
Em seu centro há o monumento Liberdade em Equilíbrio, escultura de autoria da artista plástica Mary Vieira, em que formas geométricas são conjugadas compondo um monovolume, instalada na praça em 1982.

## Praça Tiradentes

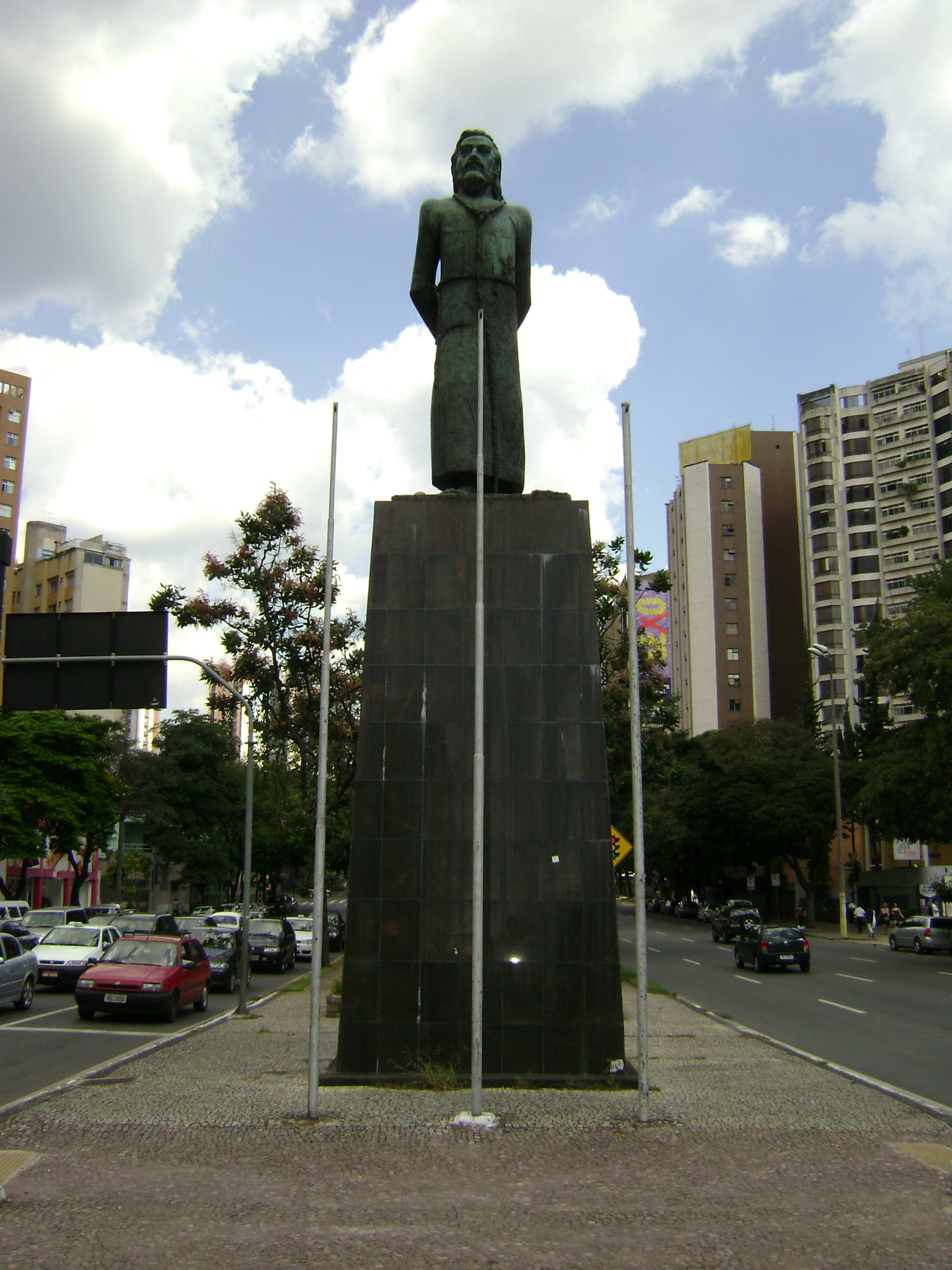
Homenagem ao Tiradentes na praça.

A Praça Tiradentes é um logradouro na cidade de Belo Horizonte. Situa-se na confluência entre as avenidas Afonso Pena e Brasil.
Há ali uma estátua em homenagem ao mártir da Inconfidência Mineira, Joaquim José da Silva Xavier, o Tiradentes.
A Praça terá uma estação da linha 3 do Metrô de Belo Horizonte.